# 현대시학작품상
현대시학작품상(現代詩學作品賞)은 월간 시 전문 문예지 《현대시학》에서 수여하는 대한민국의 문학상이다. 1970년 제정되었다.
성숙기에 접어들어 작품의식이 고조되고 있는 등단 5년에서 15년 내외의 시인들을 심사대상으로 삼는다. 《현대시학》 매년 7월호에 수상작을 수상작품론 및 기타자료와 함께 발표하며, 10월에 시상식을 갖는다. 제1회 수상자는 박용래 시인이었으며, 한때 중단되었다가 2002년부터 다시 시행하기 시작하여 현재까지 계속해서 시상하고 있다.
상금은 500만 원이다.

## 역대 수상자
| 수상년도      | 수상자 |
| ------------- | ------ |
| 1970년 제1회  | 박용래 |
| 1971년 제2회  | 김종삼 |
| 1972년 제3회  | 조영서 |
| 1973년 제4회  | 김선영 |
| 1974~1984년   | 중단   |
| 1985년 제5회  | 임성숙 |
| 1986년 제6회  | 정진규 |
| 1987~2001년   | 중단   |
| 2002년 제7회  | 이원   |
| 2003년 제8회  | 이장욱 |
| 2004년 제9회  | 이덕규 |
| 2005년 제10회 | 박형준 |
| 2006년 제11회 | 이병률 |
| 2007년 제12회 | 이인원 |
| 2008년 제13회 | 장석원 |
| 2009년 제14회 | 위선환 |
| 2010년 제15회 | 권혁웅 |
| 2011년 제16회 | 조연호 |
| 2012년 제17회 | 조말선 |
| 2013년 제18회 | 우대식 |
| 2014~2015년   | 중단   |
| 2016년 제19회 | 김승일 |
| 2017~2018년   | 중단   |
| 2019년 제20회 | 이은규 |
| 2020년 제21회 | 전형철 |